# Ерёмин, Алексей Евгеньевич
Алексей Евгеньевич Ерёмин (род. 11 апреля 1984, Новокузнецк, Кемеровская область) — российский хоккеист, нападающий, тренер.

## Биография
Воспитанник новокузнецкого хоккея. Выступал за команды ХК ЦСКА (2000/01 — 2001/02), «Металлург-2» Новокузнецк и «Капитан» Ступино (2002/03), «Капитан-Русь» / «Русь» (2002/03 — 2003/04), «Крылья Советов» и «Крылья Советов-2» (2004/05 — 2006/07), «Северсталь» Череповец (2007/08), «Рысь» (2008/09 — 2009/10), «Крылья Советов» (2009/10), «Неман» Гродно (2010/11 — 2011/12), «Металлург» Жлобин (2012/13), «Титан» Клин (2013/14), «Сахалин» Южно-Сахалинск (2014/15 — 2019/20).
Серебряный призёр чемпионата Беларуси (2011—2013). Победитель (2019, 2020), серебряный призёр (2016, 2017) Азиатской хоккейной лиги.
Окончил московскую академию хоккея. Тренер в московских хоккейных школах.